# Schorredwergspin
De schorredwergspin (Erigone arctica) is een spinnensoort in de taxonomische indeling van de hangmatspinnen (Linyphiidae).
Het dier komt uit het geslacht Erigone. Erigone arctica werd in 1852 beschreven door White.